# Ambala
Ambala (Hindi: अम्बाला, Panjabi: ਅੰਬਾਲਾ) és una ciutat i consell municipal del districte d'Ambala a l'estat d'Haryana, Índia, al límit de l'estat amb Panjab. Té una població (cens del 2001) de 293.452 (2001[update]). Està en una plana a poca distància (5 km) del riu Ghaggar (30° 21′ 25″ N, 76° 52′ 14″ E / 30.35694°N,76.87056°E)
Se suposa fundada per un rajput del clan amb (Amba Rajput, segle XIV) però també es diu que el nom li fou donat per la deessa Amba. El nom original Ambwala o Amba Wala vol dir Ciutat dels Mangos. A començament del segle xix es va fer independent a Ambala el sardar Gurbaksh Singh i el 1809 la seva vídua Daya Kaur va demanar i obtenir el protectorat britànic. Daya Kaur fou temporalment expulsada pel sobirà sikh Ranjit Singh però reposada pels britànics. Daya va morir el 1823 i el principat, sense successor, va passar a la Companyia Britànica de les Índies Orientals i un agent polític pels estats de la zona es va establir a la ciutat. El 1843 es va establir un "cantonment" (un suburbi) una mica al sud de la ciutat. El 1849 fou annexionat el Panjab i es va crear el districte d'Ambala amb els territoris (jagir) de caps independents confiscats pels britànics. La ciutat d'Ambala fou la capital del districte. Formaven la ciutat dos parts: la vella i la nova (en direcció sud). El 1868 la ciutat tenia 50.696 habitants. El 1869 va visitar la ciutat l'emir de l'Afganistan Sher Ali. El 1881 la ciutat havia passat a 67.463 habitants (34500 hindús, 27000 musulmans, 2000 sikhs, 400 jainistes, entre d'altres).